# Beep Beep (EP)
Beep Beep (Hangul: 뛰뛰빵빵) là EP thứ tư của nhóm nhạc nam Hàn Quốc BTOB. Album được phát hành vào ngày 17 tháng 2 năm 2014; bao gồm 5 bài hát, Beep Beep là bài hát chủ đề của album.

## Bối cảnh
Vào ngày 8 tháng 2 năm 2014, Cube Entertainment đăng tải một bức ảnh các thành viên trong nhóm và danh sách bài hát của album. Ngày 12 tháng 2 năm 2014, 3 video ngắn về bài hát chủ đề "Beep Beep" được đăng tải Ngày 16 tháng 2 năm 2014, video âm nhạc của "Beep Beep" được phát hành. Ngày 17 tháng 2, EP chính thức được phát hành.

## Quảng bá
BTOB đánh dấu sự trở lại trên Mnet M!Countdown, vào ngày 20 tháng 2; trên KBS Music Bank vào ngày 21 tháng 2 và MBC Show! Music Core vào ngày 22 tháng 2. Nhóm cũng đã tổ chức các buổi họp fan tại 4 thành phố lớn ở Hàn Quốc: Busan, Daegu, Daejeon vàSeoul. Nhóm cũng tham gia các chương trình truyền hình và phát thanh để quảng bá album.

## Đón nhận của công chúng
Sau khi phát hành, Beep Beep đã giành hạng nhất trên bảng xếp hạng thời gian thực của Hanteo vào lúc 15:00 (KST) ngày 17 tháng 2 năm 2014. Album cũng đứng top 3 trên bảng xếp hạng trực tuyến của Bugs và Soribada. Beep Beep cũng đã đứng nhất bảng xếp hạng tuần của Hanteo.

## Danh sách bài hát
※ In đậm là bài hát chủ đề.
| STT | Nhan đề                                        | Phổ lời                                | Phổ nhạc                               | Arrangement                                    | Thời lượng |
| --- | ---------------------------------------------- | -------------------------------------- | -------------------------------------- | ---------------------------------------------- | ---------- |
| 1.  | "Beep Beep" (뛰뛰빵빵)                         | Brave Brothers                         | Brave Brothers, Elephant Kingdom       | Brave Brothers, Elephant Kingdom, Lee Jung-min | 3:28       |
| 2.  | "Is This The End" (끝난 건가요)                | Lee Chang-geun, Lee Seung-woo          | Lee Kyu-hoon                           | Lee Kyu-hoon, Song Young-min, Lee Ki-yong      | 3:52       |
| 3.  | "Hello" (여보세요)                             | Team One Sound                         | Team One Sound                         | Team One Sound                                 | 3:05       |
| 4.  | "Hello Mello"                                  | Jung IlHoon, Lee Minhyuk               | Jung IlHoon, Lee Minhyuk, Big SsanCho  | Seo Jae-woo, Big SsanCho                       | 3:40       |
| 5.  | "Never Ending (Melody)" (끝나지 않을 (Melody)) | Im Hyunsik, Lee Changsub, Seo Eunkwang | Im Hyunsik, Lee Changsub, Seo Eunkwang | Seo Jae-woo                                    | 4:21       |

## Bảng xếp hạng

### Bảng xếp hạng album
| Bảng xếp hạng            | Vị trí cao nhất |
| ------------------------ | --------------- |
| Gaon Weekly album chart  | 1               |
| Gaon Monthly album chart | 7               |
| Gaon Yearly album chart  | 58              |

### Doanh số và chứng nhận
| Bảng xếp hạng       | Doanh số |
| ------------------- | -------- |
| Gaon physical sales | 36,114   |

## Lịch sử phát hành
| Quốc gia | Ngày                | Nhãn đĩa                           | Định dạng       |
| -------- | ------------------- | ---------------------------------- | --------------- |
| Hàn Quốc | 17 tháng 2 năm 2014 | Cube Entertainment Universal Music | CD, tải nhạc số |
| Thế giới | 17 tháng 2 năm 2014 | Cube Entertainment Universal Music | CD, tải nhạc số |